# Betty Draper
Elizabeth "Betty" Draper (nata Hofstadt, in seguito Francis) è un personaggio immaginario protagonista della serie televisiva statunitense Mad Men, creato da Matthew Weiner e interpretato dall'attrice January Jones.

## Storia del personaggio
Sulla vita del personaggio prima dell'inizio della serie, si apprende, nel corso di vari dialoghi, che è nata nel 1932 a Cape May, cresciuta a Lower Merion, un sobborgo di Philadelphia, si è laureata in antropologia al Bryn Mawr College. Prima di trasferirsi a Manhattan, ha lavorato per un breve periodo come modella in Italia: proprio grazie al suo lavoro ha conosciuto Don Draper, che all'epoca si occupava della pubblicità di una compagnia di pellicce. I due si sposano nel maggio 1953. La madre di Betty, Ruth, muore nei primi mesi del 1960, circa tre mesi prima degli eventi narrati nel secondo episodio della prima stagione, Cosa vogliono le donne. Il padre, Gene (Ryan Cutrona), inizia a frequentare un'altra donna, Gloria, che Betty non sopporta: nella seconda stagione, ambientata nel 1962, i due sono già sposati. Betty ha un fratello minore, William, sposato con due figlie.

### Prima stagione
All'inizio della serie, Betty e Don vivono in una bella casa nel sobborgo di Ossining, vicino a New York, con i loro due figli, Sally (Kiernan Shipka) e Bobby. Nel secondo episodio, ambientato nella primavera del 1960, Betty, dopo aver superato le resistenze del marito, inizia a vedere uno psichiatra, il dr. Wayne, perché preoccupata dal tremore incontrollato che ogni tanto le prende alle mani. Grazie ai colloqui con costui si apprende che ella ha difficoltà ad elaborare il lutto per la morte della madre, una donna molto bella con la quale aveva un complicato rapporto misto di affetto e contrasti, visto che ella l'aveva aspramente criticata quando aveva deciso di intraprendere il lavoro di modella. A Betty viene offerta l'opportunità di riprendere proprio quel lavoro quando viene scelta da un'agenzia pubblicitaria rivale di quella in cui lavora il marito per essere il volto della campagna della Coca Cola, grazie alla sua somiglianza con Grace Kelly; in realtà, si tratta di una mossa per convincere Don a lasciare la Sterling Cooper, ma la donna, ignara di ciò, accetta comunque con entusiasmo: quando l'esperienza si conclude repentinamente, Betty è costretta a tornare alla vita di sempre, che però inizia a starle stretta e ad annoiarla sempre di più. Stringe uno strano rapporto d'amicizia con Glen Bishop, un bambino di nove anni, figlio di una sua vicina, Helen, che è ingenuamente innamorato di lei; quando la madre di lui se ne rende conto, gli proibisce di vederla, e Betty si rende conto che, nella sua solitudine, quel bambino era l'unica persona con cui poteva confidarsi.
Betty è totalmente ignara delle numerose relazioni extraconiugali del marito, con cui è sempre dolce, devota e appassionata. Viene messa però in sospetto dai racconti della sua amica e vicina, Francine Hanson, che ha scoperto che il marito non le è fedele: esaminando la bolletta telefonica, Betty nota che un certo numero viene chiamato molto spesso di notte, prova a telefonare pensando a un'amante, e scopre invece sconcertata che il marito si è costantemente tenuto in contatto di nascosto col suo psichiatra, per farsi raccontare i suoi colloqui con la paziente. Nel corso della seduta successiva, allora, si lascia volontariamente scappare un commento all'apparenza casuale sui tradimenti del marito. Dall'inizio della seconda stagione le sedute dallo psichiatra sono state interrotte.

### Seconda stagione
Betty frequenta un maneggio, in cui conosce un ragazzo di nome Arthur Case, che la corteggia, ma che ella respinge: l'uomo però capisce, al di là delle apparenze, la sua profonda insoddisfazione. Avvisata di nuovo che il marito la tradisce, stavolta con una donna di nome Bobbie Barrett, per la prima volta Betty affronta Don sull'argomento, ma egli nega; in effetti ella non riesce a trovare alcuna prova dell'adulterio, ma chiede lo stesso al marito di lasciare la loro abitazione. Quando però viene a sapere che il padre ha avuto un ictus, si reca a trovarlo assieme a Don, e i due tengono nascosta la loro crisi coniugale: Betty trova Gene in uno stato di grave confusione mentale (l'uomo la scambia per la moglie defunta); nel corso della breve permanenza nella casa paterna, Betty e Don hanno un rapporto sessuale, ma, al loro ritorno, la donna non permette al marito di tornare a vivere a casa; tuttavia, qualche tempo dopo scopre di essere di nuovo incinta. Nell'episodio finale della stagione, Betty, che non ha ancora informato Don della sua situazione, dopo aver inizialmente preso in considerazione l'ipotesi di abortire (pratica all'epoca ancora illegale), si reca in un bar e copula con uno sconosciuto. Infine, però, riaccoglie Don in casa e gli dice di essere incinta.

### Terza stagione
All'inizio della stagione, Betty è al terzo mese di gravidanza, e apparentemente sembra che il matrimonio con Don abbia superato la crisi. A una festa organizzata da Roger Sterling, però, ella incontra un uomo di nome Henry Francis, che lavora per il governatore di New York Nelson Rockefeller e che è subito attratto da lei: la loro frequentazione, pur rimanendo nei limiti dell'amicizia, si intensifica.
Nel frattempo, la salute di suo padre Gene peggiora notevolmente, e Betty e Don decidono di farlo venire a vivere in casa loro: dopo poco tempo, Gene muore. Nel quinto episodio, Il parto, Betty dà alla luce un maschio, chiamato Eugene Scott Draper in memoria del nonno recentemente scomparso. La primogenita Sally, che è rimasta molto colpita dalla morte del nonno, fa fatica ad accettare il nuovo fratellino. La nascita del terzo figlio comunque non riesce a impedire che il matrimonio dei Draper si sfasci: Betty è sempre più attratta da Henry Francis e, quando scopre la verità sul passato di Don (egli si chiama in realtà Dick Whitman e ha assunto l'identità di un commilitone morto durante la guerra di Corea), sempre più delusa dalla mancanza di sincerità del marito. Dopo il trauma dell'assassinio di John F. Kennedy, Betty finalmente dice a Don di non amarlo più e di volere il divorzio: i due informano della cosa i figli, che reagiscono con rabbia e tristezza. Nell'episodio finale, Betty si reca a Reno con Gene e Henry per ottenere rapidamente il divorzio.

### Quarta stagione
Pur essendosi ormai risposata con Henry, Betty continua a vivere nella casa che occupava con Don assieme al secondo marito e ai tre figli: a motivo della sua scelta adduce il fatto di non voler sottoporre i bambini, già scossi dai cambiamenti, anche allo stress di un trasloco. Inizialmente conciliante, Don chiede poi a Betty di lasciare finalmente la casa, di sua proprietà; anche Henry pensa che egli abbia diritto a riaverla. Il trasloco dei Francis viene infine attuato nell'ultima puntata della stagione. Oltre a numerosi e spiacevoli contrasti con l'ex marito, Betty litiga sempre più spesso con la figlia maggiore, Sally, legatissima al padre e diventata molto amica di Glen. Le continue tensioni fanno sì che sia sempre nervosa e irritabile, tanto da licenziare la fedele tata Carla, che da anni lavorava per lei e con cui aveva un ottimo rapporto, e anche il suo matrimonio con Henry inizia a risentire di ciò. La dott.ssa Edna Keener, psicologa infantile presso cui si reca Sally, le consiglia di rivolgersi a un analista per alleviare questo stato di costante ansia e rabbia. Anche se i rapporti con Don sono tesi, Betty comunque non rivela il suo segreto quando riceve una visita da due agenti dell'FBI per una verifica di routine (Don e la sua agenzia hanno intenzione di lavorare per il governo degli Stati Uniti) sul passato di lui. Nell'episodio finale, Guardare al futuro, Don comunica a Betty, incontrata per caso nella residenza ormai vuota che i Francis stanno lasciando, che sta per risposarsi con la sua segretaria Megan.

### Quinta stagione
Nella quinta stagione Betty appare notevolmente ingrassata e, sebbene per il marito Henry ciò non sia un problema, la donna vive male questa condizione. Fatti alcuni esami clinici, le viene diagnosticato un cancro alla tiroide, fortunatamente benigno; Betty si sottopone allora a una rigidissima dieta per perdere i chili di troppo. Sebbene il matrimonio con Henry sia felice, la donna non riesce a godere appieno della sua situazione, perché è invidiosa della giovane e bella seconda moglie del suo ex consorte, Megan, e le dà fastidio che la figlia Sally, con cui litiga sempre, sia invece tanto amica della matrigna.

### Sesta stagione
Betty segue un corso per cercare di dimagrire e, per un breve periodo, si tinge i capelli castani. Tornata in forma e bionda, sente il bisogno delle attenzioni maschili, che la facciano sentire sexy. In occasione della visita dei genitori al campo estivo di Bobby, Betty ha modo di scambiare due chiacchiere con Don; quella stessa notte andranno a letto insieme, mettendo finalmente da parte il suo rancore. Quando Sally le comunica di voler andare in collegio, Betty è davvero fiera di lei; la accompagna e dopo l'eccellente colloquio le offre una sigaretta.

## Sviluppo
Originariamente, il personaggio di Betty Draper, la moglie del protagonista Don, non sarebbe dovuto comparire nell'episodio pilota della serie: secondo il copione, il fatto che costui fosse sposato doveva essere ricordato solo brevemente nel corso di un dialogo. La stessa January Jones era stata inizialmente presa in considerazione, assieme a Elisabeth Moss, che poi risultò la prescelta, per un'altra parte, quella della segretaria Peggy Olson. Il creatore della serie, Matthew Weiner, scrisse quindi due scene in cui compariva Betty Draper, e la Jones due giorni dopo sostenne con successo il provino. Ancora per il personaggio non era stato ideato alcuno scenario futuro, ma Weiner promise all'attrice che la figura di Betty sarebbe stata sviluppata.

## Filmografia
- Mad Men - serie TV, 92 episodi (2007-2015)